# Guillermo Niño de Guzmán
Guillermo Niño de Guzmán (Lima, 1955) es un periodista, columnista, escritor y guionista peruano.

## Biografía
Estudió literatura en la Pontificia Universidad Católica del Perú, en donde se graduó con una tesis sobre Ernest Hemingway. Luego se dedicó al periodismo, el trabajo editorial, la traducción literaria, así como a escribir guiones de cine y televisión, además de conducir programas radiales de jazz.
En 1985 obtuvo el primer premio en el certamen "El Cuento de las 1000 palabras" de la revista Caretas y en 1988, el premio "José María Arguedas" del Consejo Nacional de Ciencia y Tecnología. Asimismo, fue finalista en dos ocasiones del Premio Internacional de Relatos Mario Vargas Llosa – NH (2005 y 2006). Ha sido becario de los Gobiernos francés y español, y ha residido en París, Madrid y Barcelona. 
Como periodista ha cumplido misiones de corresponsal en la guerra de Bosnia, en la ciudad de Sarajevo, en 1994, y en el frente del Río Cenepa, durante el conflicto armado entre el Perú y Ecuador, en 1995. 
Es columnista habitual del diario El Comercio.

## Obras
- Caballos de medianoche  (Cuentos - Seix Barral, 1990)
- En el camino. Nuevos cuentistas peruanos (Cuentos, encargado de la selección, prólogo y notas). Lima, Instituto Nacional de Cultura, 1986.
- El tesoro de los sueños (Novela juvenil - Fondo de Cultura Económica, 1995)
- Una mujer no hace un verano (Cuentos - Campodónico, 1995)
- La búsqueda del placer (Ensayos - Campodónico, 1996)
- Relámpagos sobre el agua (Ensayos - Campodónico, 1999)
- Algo que nunca serás (Cuentos - Planeta, 2007)
- La conquista de los sueños (2009)
- La caza de la mujer jaguar (2011)
- El sol de las brujas (2011)
- Hasta perder el aliento (2022)[2][3][4][5]